# Brąchnówko
Brąchnówko est un village de Pologne situé en Couïavie-Poméranie, dans le Powiat de Toruń et dans le gmina (commune) de Chełmża.
Il se trouve à environ 7 km au sud de Chełmża et à 14 km au nord de Toruń.
Dans les années 1975-1998, la ville appartenait administrativement à la voïvodie de Toruń. Selon le recensement national (mars 2011), elle comptait 264 habitants. C’est le quatorzième plus grand village de la gmina de Chełmża.